# جيورجي هورفاث
جيورجي هورفاث (بالمجرية: Horváth György)‏ هو رباع مجري، ولد في 21 ديسمبر 1943 في بودابست في المجر، وتوفي بنفس المكان في 17 أكتوبر 1988.

## وصلات خارجية
- جيورجي هورفاث على موقع أوليمبيديا (الإنجليزية)
- جيورجي هورفاث على موقع اللجنة الأولمبية المجرية (الهنغارية)